# Bara' Marei
Bara' Sami Mousa Marei, noto semplicemente come Bara' Marei (in arabo براء سامي موسى مرعي‎?; Amman, 13 aprile 1994), è un calciatore giordano, difensore svincolato.

## Caratteristiche tecniche
È un difensore centrale.

## Carriera

### Nazionale
Con la Nazionale giordana ha preso parte alla Coppa d'Asia 2019.